# Finale della Coppa UEFA 1995-1996
La finale della 25ª edizione della Coppa UEFA fu disputata in gara d'andata e ritorno tra Bayern Monaco e Bordeaux. Il 1º maggio 1996 all'Olympiastadion di Monaco di Baviera la partita, arbitrata dallo svizzero Serge Muhmenthaler, finì 2-0.
La gara di ritorno si disputò dopo due settimane allo stadio di Parc Lescure di Bordeaux e fu arbitrata dal bielorusso Vadzim Žuk. La partita terminò 1-3 e ad aggiudicarsi il trofeo fu la squadra tedesca.

## Le squadre
| Squadre       | Partecipazioni precedenti (il grassetto indica la vittoria) |
| ------------- | ----------------------------------------------------------- |
| Bayern Monaco | Nessuna                                                     |
| Bordeaux      | Nessuna                                                     |

## Il cammino verso la finale
Il Bayern Monaco di Franz Beckenbauer (subentrato in aprile a Otto Rehhagel) esordì contro i russi della Lokomotiv Mosca perdendo inaspettatamente in casa l'andata per 1-0, tuttavia superarono il turno con un risultato complessivo di 5-1. Nel secondo turno i tedeschi affrontarono gli scozzesi del Raith Rovers, sconfitti col risultato aggregato di 4-1. Agli ottavi di finale i portoghesi del Benfica furono battuti sia all'andata che al ritorno rispettivamente coi risultati di 4-1 e 3-1. Ai quarti i Bavaresi affrontarono gli inglesi del Nottingham Forest vincendo 2-1 l'andata in casa e dilagando 5-1 in Inghilterra. In semifinale la gara con gli spagnoli del Barcellona fu una finale anticipata e vide l'andata in Germania concludersi sul 2-2 e il ritorno in Spagna vide vincitori i teutonici per 2-1.
Il Bordeaux di Gernot Rohr iniziò il cammino europeo a partire dal turno preliminare in quanto vincitore dell'Intertoto, eliminando con un 4-2 totale i tedeschi del Karlsruhe. Successivamente i macedoni del Vardar furono eliminati con un 3-1 tra andata e ritorno. Nel secondo turno i francesi affrontarono i russi del Rotor, battendoli 2-1 in casa e 1-0 in trasferta. Agli ottavi gli spagnoli del Real Betis furono sconfitti in casa 2-0, che rese di fatto inutile la vittoria per 2-1 a Siviglia. Ai quarti di finale le Girondins eliminarono gli italiani del Milan grazie a un'incredibile rimonta per 3-0 in Francia, dopo essere stati sconfitti per 2-0 a Milano. In semifinale i cechi dello Slavia Praga furono sconfitti sia all'andata che al ritorno col risultato di 1-0.

## Le partite
A Monaco di Baviera va in scena la finale d'andata tra il Bayern, che stabilisce il nuovo record di sette vittorie consecutive in trasferta, e il Bordeaux, privo degli squalificati Christophe Dugarry e Zinédine Zidane. I padroni di casa sono ovviamente i favoriti per la vittoria finale e non deludono le aspettative dei tifosi, portando a casa il bottino grazie alla rete di testa di Thomas Helmer nel primo tempo e al sigillo di Mehmet Scholl nella ripresa.
Due settimane più tardi, a Bordeaux, le squadre si riaffrontano e nonostante le sortite offensive dei bavaresi il primo tempo si conclude sullo 0-0. Nella seconda frazione c'è il festival del gol: Scholl chiude virtualmente i conti al minuto 53, prima del raddoppio dopo un quarto d'ora di Emil Kostadinov. Per i francesi il gol della bandiera è firmato da Daniel Dutuel, esattamente due minuti prima che Jürgen Klinsmann (capocannoniere dell'edizione con 15 reti) chiudesse definitivamente i giochi e regalasse ai suoi la prima Coppa UEFA. Il Bayern diventa così la prima squadra tedesca ad aver trionfato in tutte le competizioni UEFA stagionali, nonché la terza squadra dopo Juventus e Ajax.

## Tabellini

### Andata
| Arbitro: | Serge Muhmenthaler |

|                       |           |  |
| Helmer 34’ Scholl 60’ | Marcatori |  |

| Bayern Monaco | Bordeaux |

| Bayern Monaco     |    |                   |     |     |
|                   |    |                   |     |     |
| P                 | 1  | Oliver Kahn       |     |     |
| D                 | 2  | Markus Babbel     |     |     |
| D                 | 3  | Christian Ziege   |     |     |
| D                 | 4  | Oliver Kreuzer    |     |     |
| D                 | 5  | Thomas Helmer     |     |     |
| C                 | 6  | Dietmar Hamann    |     |     |
| C                 | 7  | Mehmet Scholl     |     |     |
| C                 | 8  | Ciriaco Sforza    |     |     |
| A                 | 9  | Jürgen Klinsmann  |     |     |
| A                 | 10 | Lothar Matthäus   |     | 53’ |
| A                 | 11 | Jean-Pierre Papin | 30’ | 69’ |
| Sostituzioni:     |    |                   |     |     |
| C                 | 15 | Dieter Frey       |     | 53’ |
| A                 | 16 | Marcel Witeczek   |     | 69’ |
| Allenatore:       |    |                   |     |     |
| Franz Beckenbauer |    |                   |     |     |

| Bordeaux      |    |                    |     |     |
|               |    |                    |     |     |
|               |    |                    |     |     |
| P             | 1  | Gaëtan Huard       |     |     |
| D             | 2  | François Grenet    |     |     |
| D             | 3  | Bixente Lizarazu   |     |     |
| D             | 4  | Jakob Friis-Hansen |     |     |
| D             | 5  | Jean-Luc Dogon     |     |     |
| C             | 6  | Philippe Lucas     | 6’  |     |
| C             | 7  | Laurent Croci      | 46’ |     |
| C             | 8  | Daniel Dutuel      |     |     |
| A             | 9  | Didier Tholot      |     | 89’ |
| A             | 10 | Richard Witschge   | 77’ |     |
| A             | 11 | Anthony Bancarel   |     |     |
| Sostituzioni: |    |                    |     |     |
| C             | 15 | Cédric Anselin     |     | 89’ |
| Allenatore:   |    |                    |     |     |
| Gernot Rohr   |    |                    |     |     |

### Ritorno
| Arbitro: | Vadzim Žuk |

|            |           |                                         |
| Dutuel 75’ | Marcatori | 53’ Scholl 66’ Kostadinov 77’ Klinsmann |

| Bordeaux | Bayern Monaco |

| Bordeaux      |    |                    |     |     |
|               |    |                    |     |     |
|               |    |                    |     |     |
| P             | 1  | Gaëtan Huard       |     |     |
| D             | 2  | Anthony Bancarel   |     |     |
| D             | 3  | Bixente Lizarazu   |     | 30’ |
| D             | 4  | Jakob Friis-Hansen |     |     |
| D             | 5  | Jean-Luc Dogon     |     |     |
| C             | 6  | Philippe Lucas     |     | 80’ |
| C             | 7  | Zinédine Zidane    |     |     |
| C             | 8  | Laurent Croci      | 35’ | 55’ |
| A             | 9  | Didier Tholot      | 80’ |     |
| A             | 10 | Richard Witschge   | 29’ |     |
| A             | 11 | Christophe Dugarry | 70’ |     |
| Sostituzioni: |    |                    |     |     |
| D             | 15 | François Grenet    |     | 80’ |
| C             | 14 | Daniel Dutuel      |     | 55’ |
| C             | 12 | Cédric Anselin     |     | 30’ |
| Allenatore:   |    |                    |     |     |
| Gernot Rohr   |    |                    |     |     |

| Bayern Monaco     |    |                   |     |     |
|                   |    |                   |     |     |
| P                 | 1  | Oliver Kahn       |     |     |
| D                 | 2  | Markus Babbel     | 80’ |     |
| D                 | 3  | Christian Ziege   |     |     |
| D                 | 4  | Thomas Strunz     |     |     |
| D                 | 5  | Thomas Helmer     | 39’ |     |
| C                 | 6  | Dieter Frey       | 57’ | 58’ |
| C                 | 7  | Mehmet Scholl     |     |     |
| C                 | 8  | Ciriaco Sforza    |     |     |
| A                 | 9  | Jürgen Klinsmann  |     |     |
| A                 | 10 | Lothar Matthäus   |     |     |
| A                 | 11 | Emil Kostadinov   |     | 73’ |
| Sostituzioni:     |    |                   |     |     |
| A                 | 15 | Marcel Witeczek   |     | 73’ |
| A                 | 16 | Alexander Zickler |     | 58’ |
| Allenatore:       |    |                   |     |     |
| Franz Beckenbauer |    |                   |     |     |